# Consiliul pentru Relații Externe

Logo-ul Consiliului pentru Relaţii Externe

Consiliul pentru Relatii Externe (CFR) (din engleză Council on Foreign Relations) este o organizație americană non-profit nepartizană specializată în politică externă a Statelor Unite și afaceri internaționale. A fost fondată în 1921 și are sediul central pe 58 East - 68 Street în New York City și un birou suplimentar în Washington D. C.. Societatea publică un jurnal bi-lunar Foreign Affairs.